# Lazar Hrebeljanović
Pour les articles homonymes, voir Lazare (homonymie).
Lazar Hrebeljanović (en serbe cyrillique : Лазар Хребељановић) ou Lazare de Serbie (1329 - 15 juin 1389), est un souverain serbe de la dynastie des Lazarević. Tué lors de la bataille de Kosovo Polje, il est vénéré comme un saint martyr par l'Église orthodoxe et fêté le 15 juin,.

## Famille

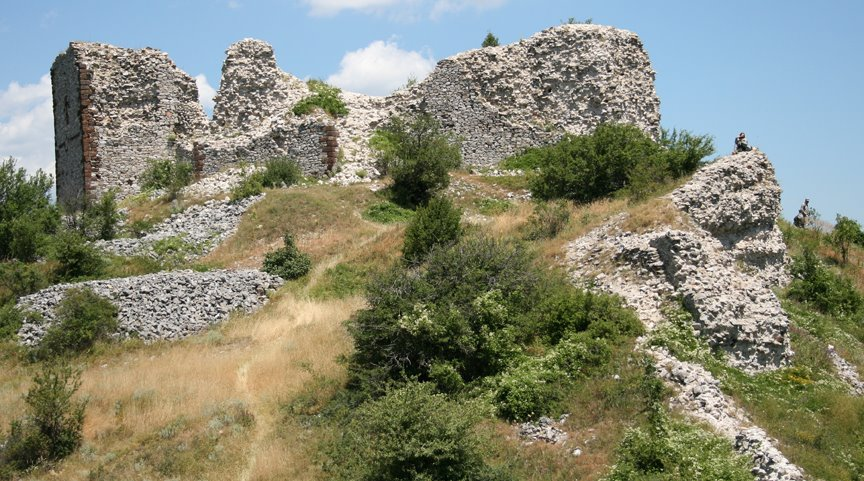
Forteresse de Novo Brdo

Lazar était le fils de Pribac Hrebeljanović, chancelier du roi puis empereur Étienne Uroš IV Dušan. Il naît en 1329 dans le fief de son père à Prilepac, près  de Novo Brdo. Le nom de sa mère et sa fratrie sont inconnus.

## Sa jeunesse à la cour de l'empereur Dusan
À dix-sept ans, il assiste au couronnement de l'empereur Dušan.
En 1353, il épouse la princesse Milica Nemanja, issue d'une branche de la famille royale serbe des Nemanjić.
En 1355, il assiste aux funérailles d'Étienne Uroš IV Dušan, dont la mort provoque la désagrégation de l'empire serbe. Lazare est un seigneur influent sous le règne de son successeur Étienne X Uroš V ; bien que théoriquement vassal d'Uros IV, il mène une politique indépendante, et refuse ainsi de participer à la Bataille de la Maritsa.
Il obtient ainsi le titre de prince (knez en serbe) en 1371. Sa sœur Dragana est l'épouse de Musa un seigneur qui contrôle le cours inférieur de l'Ibar et il donne sa fille aînée Mara pour femme à Vuk Branković en 1371.

## Géopolitique de la Serbie à la fin du règne deStefanXUrošV, 1371

Les principautés serbes au début du règne du prince Lazar

À la mort de Stefan X Uroš V en 1371, l'empire serbe est divisé en plusieurs principautés et despotats :
- Lazar gouverne le plus grand territoire, la Serbie Moravienne, qui regroupait les terres serbes du Danube au nord au sud Novo Brdo (ville à 20 km à l'est de Priština), la Drina à l'ouest jusqu'à Niš ;
- Balša I qui contrôle Zeta et la côte du sud de Kotor jusqu'à Ulcinj ;
- le despote Vuk Branković qui contrôle l'actuel Kosovo et le nord de la Macédoine ;
- Radenović, lui, est le maître de la ville de Trebinje, Cavtat ainsi que les terres aux alentours ;
- le duc Sandaljhranič qui contrôle toutes les terres de la Neretva jusqu'à Konjic à l'ouest, jusqu'à Goražde au nord et à l'est du monastère de Mileševa à Budva ;
- l'espace de la Macédoine du Vardar est au roi Vukašin Mrnjavčević ;
- on peut aussi citer le Ban Tvrtko Ier de Bosnie, qui a autorité sur une partie des terres serbes de Rascie et qui est couronné à Mileševa (après avoir conquis à Sandaljhranic) roi de Bosnie et Serbie en 1377.

## Lazare, seigneur des seigneurs serbes
Après la victoire ottomane lors de la bataille de la Maritsa, en décembre 1371, la vassalisation des terres du roi Vukašin Mrnjavčević, et la soumission de son fils Marko Kraljević, Lazar organise autour de lui l'unité des seigneurs serbes. Déjà en 1370, Lazar devient vassal de Louis Ier de Hongrie, se préparant à faire face à la menace ottomane. Il peut ainsi aussi atteindre les côtes de la Save et du Danube grâce aux terres données par Louis Ier, la Mačva et une partie de la Banovine. En Europe, Lazar est considéré comme un prince influent et prospère. Il se lie avec les seigneurs de Serbie. Il appelle Branković "mon fils", et ce dernier le nomme "seigneur". Il installe ses filles au bras de l'empereur de Bulgarie Sismanović et une autre avec l'influent Palatin hongrois Nicolas Gorjanski le cadet.
Avec le roi de Bosnie Tvrtko Ier, les rapports ont toujours été tendus, mais ils n'ont jamais dégénéré au-delà de la concurrence pacifique pour savoir lequel des deux seigneurs serait le guide du monde serbe. Tvrtko est d'ailleurs  le seul souverain à envoyer un nombre important de chevaliers se battre aux côtes de Lazar et Vuk Branković lors de la bataille de Kosovo Polje.

## Réunification du monde chrétien orthodoxe
À la suite du couronnement de l'Empereur Stefan Dušan, l'empereur byzantin Jean VI Cantacuzène avec l'appui du patriarche œcuménique a jeté l'anathème à l'encontre de l'Église serbe en 1346. Dušan a déjà à l'époque commencé à négocier un retour à la normale. Après sa mort, le despote Jovan Uglješa les a poursuivis. Il ne reste plus au prince Lazar qu'à convaincre l'autorité suprême de l'Église orthodoxe serbe à Peć au Kosovo, le patriarche de Peć Marko Kraljević. Une fois un accord trouvé, le patriarche œcuménique reconnaît le patriarcat serbe, à la condition que les terres peuplées de Grecs sous contrôle serbe ne soient plus jamais rattachées au patriarcat serbe. La réconciliation est scellée en 1375, sur la tombe de l'empereur Dušan, dans l'église des Saints-Archanges à Prizren.

## Lazare: gestionnaire et mécène
L'alliance du prince Lazar et du despote Vuk Branković crée une émulation économique, leurs terres deviennent prospères. De plus, les victoires militaires de Lazar transforment ses terres en refuge pour tous les chrétiens qui fuient devant l'avancée des Ottomans. Érudits, artistes, aristocrates, marchands, Grecs, Bulgares, Arméniens, tous trouvaient refuge en Serbie. Cela permet ainsi à la Serbie de s'enrichir. Lazar rétablit Dubrovnik dans ses privilèges commerciaux sur toutes ses terres, liberté de commerce, autonomie judiciaire, vente du sel.[pas clair]
De très nombreuses mines d'argent sont également exploitées plus fortement que par le passé (Rudnik, Trepaca, Janjevo) et de nouvelles sont ouvertes (Plana, Koporici, Crnca). La Serbie était couverte de mines d'argent, alors que le cours de l'argent avait augmenté de 25 % dans le reste de l'Europe. Parallèlement, les échanges avec l'étranger augmentent fortement. Des villages deviennent des villes prospères, comme Pristina, Vucitrn, Peć, Kruševac, Paracin et Valjevo. Il y a tant d'argent en Serbie que l'autorisation de la frappe de la monnaie se démocratise. Brankovic, les seigneurs Balsic, les Dragas, ainsi que des villes comme Prizren et Skopje frappent leur propre monnaie ; même le Patriarche de Serbie a sa propre monnaie.

## Le prince Lazare et la guerre contre les Ottomans
Les progrès économiques et culturels de l'État du prince Lazar attirent de plus en plus les Ottomans vers la Serbie. Lazar le sait et il se prépare avec soin pour la confrontation avec le puissant Empire ottoman.
La première bataille sur le territoire de Lazar entre les Serbes et les Ottomans a lieu en 1381 sur la Dubravnica, près de Paracin. L'armée serbe, avec à sa tête les généraux Crep et Vitomir, remporte la victoire. La bataille de Dubravnica est fêtée par la suite par tous les chrétiens.
Puis, en 1387, le célèbre chevalier serbe Miloš Obilić intercepte une seconde armée, menée par Murat Ier en personne, au niveau de la rivière Toplica. La bataille de Ploćnik est encore une défaite pour les Ottomans, « Murat a peur, il s'enfuit », rapporte un chroniqueur serbe de l'époque.
Malgré ces défaites contre les Serbes, les Ottomans vont de victoire en victoire dans le reste de l'Europe du Sud-Est : en 1388, Thessalonique tombe après un long siège ; Serrès est aussi devenue possession ottomane en 1383 ; les Ottomans occupent aussi deux royaumes serbes : celui de Balsa II en 1385 et celui de Vukašin Mrnjavčević en 1371. Les Ottomans obtiennent donc encore d'importantes réserves militaires grâce à leurs nouveaux vassaux.
Ils attaquent alors le roi de Bosnie Tvrtko Ier, allié de Lazar, espérant ainsi affaiblir ce dernier. Le général de Tvrtko, Vlatko Vuković, met en déroute les troupes ennemies à Bileća, conduites par Lala Şâhin Pacha.
Vient enfin la bataille de Kosovo Polje, bataille la plus importante de l'histoire serbe et de l'Europe médiévale[réf. souhaitée], car elle marque la fin de l'âge d'or de la Serbie médiévale ainsi que l'occupation des Ottomans sur toute l'Europe du Sud-Est. Elle se déroule le 28 juin 1389. Toutes les grandes cours d'Europe ont envoyé des observateurs pour être informées du résultat de la bataille. Cent quarante mille soldats ottomans divisés en trois armées, avec au centre Mourad, à droite Bajazet et à gauche Jakub. En face, les armées serbes sont composées d'environ soixante-dix mille hommes, Lazar au centre, Vuk Branković à droite, et le général Vlatko Vuković à gauche, accompagné des plus grandes familles de seigneurs de Bosnie. D'ailleurs, seul le roi de Bosnie Tvrtko Ier a envoyé des troupes pour combattre : les Hongrois, les Bulgares, les Allemands, les Valaques et les Albanais ne s'en sont pas préoccupés. Les Hongrois auraient pu participer, mais ils sont sûrement refroidis par les conquêtes récentes de Lazar sur leurs terres.
Au cours de la bataille, Lazar sera décapité et Mourad sera tué par le chevalier serbe Miloš Obilić, fondateur de l'Ordre du Dragon. La mort du sultan fait sonner la retraite ottomane. Les observateurs pensent que la victoire est serbe ; à leur retour ils en informent leurs souverains. Le roi de France Charles VI fait sonner toutes les cloches de France en l'honneur de la victoire des Serbes chrétiens, contre les Ottomans musulmans. En réalité la Serbie est à genoux, elle a perdu la fine fleur de sa chevalerie, tous ont préféré combattre jusqu'à la mort au côté de Lazar, plutôt que de vivre dans la honte d'avoir survécu à leur prince. Seul Vuk Branković a survécu à la bataille et est longtemps considéré comme un traître pour cette raison.

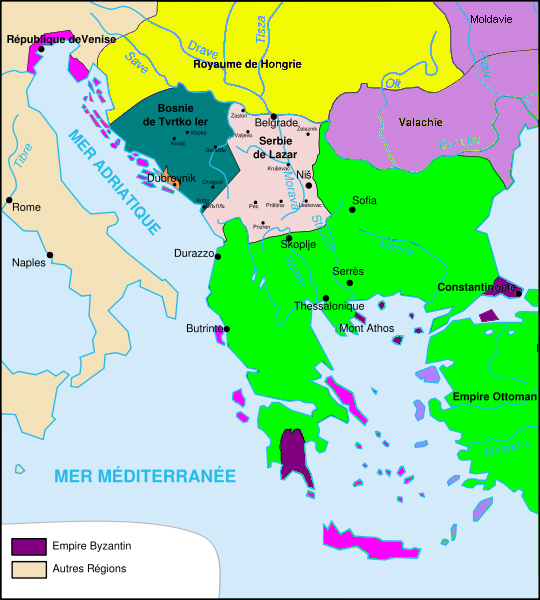
Avant la bataille du Kosovo, fin du règne du prince Lazar

## La fin du prince Lazar, devenu saint Lazar

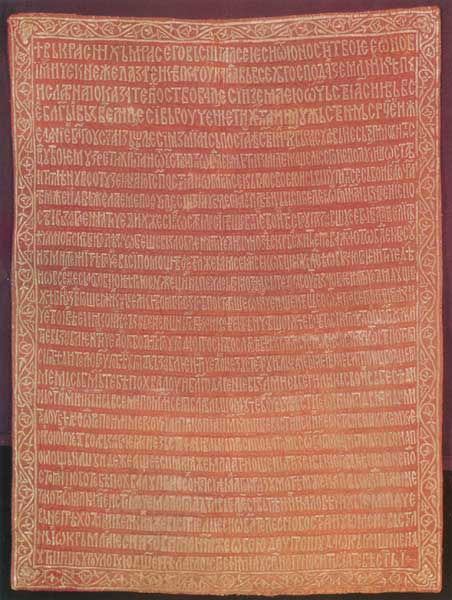

Le corps du prince Lazar est transféré, en 1392, de l'église de Pristina au monastère de Ravanica, près de la ville de Ćuprija. En raison de la menace ottomane, les habitants ainsi que les personnalités monastiques sont obligés d'abandonner leurs foyers et monastères, emportant avec eux les restes du prince Lazar, devenu depuis un saint. Quelques années après, ses restes sont transportés dans le monastère de la Fruška Gora, appelé Vrdnik.
Pendant la Seconde Guerre mondiale, en 1942, à cause des collaborateurs nazis croates, les Oustachis, qui veulent anéantir tous les symboles des Serbes chrétiens orthodoxes, les restes sont mis à l'abri dans l'église Saborna de Belgrade.
En 1954, le conseil de l'église orthodoxe décide de transférer le corps de Saint Lazar à Ravanica. Cette décision s'applique lors de la célébration du 600e anniversaire de la bataille de Kosovo Polje, en 1989. Ses restes sont exposés tout au long des routes de nombreuses villes et monastères serbes. C'est ainsi qu'à partir de 1988, lors de la Saint Guy, jusqu'à août 1989, les restes de saint Lazar partent de l'église de Belgrade, pour visiter le monastère de Vrdnik-Ravanica, celui d'Ozren, le monastère de Tronoša et celui de Celija ; puis ceux de Sabac, Valjevo et Kragujevac, ainsi que le monastère de Žiča, le monastère de Ljubostinja et celui de Pavlica, jusqu'au Kosovo. À Gazimestan, lieu de la Bataille de Kosovo Polje, un hommage est célébré, un million de Serbes se sont rassemblés en cet honneur. Ses restes vont ensuite au monastère de Manasija et trouvent finalement demeure dans le monastère de Ravanica.

### Sources
- Dusan Batkovic, Histoire du peuple serbe, éditions L'âge d'homme  (ISBN 282511958X)
- Georges Castellan, Histoire des Balkans, XIVe – XXe siècle, éditions Fayard  (ISBN 2213605262)
- Donald M. Nicol, Les Derniers siècles de Byzance, 1261-1453, éditions les Belles Lettres  (ISBN 2251380744)